# Donald Isler
Donald Isler (* 14. Januar 1952 in Paterson, New Jersey) ist ein US-amerikanischer klassischer Pianist und Musikpädagoge, der in Westchester County bei New York tätig ist.

## Biographie
Donald Isler wuchs in New York in einer musikbegeisterten Familie auf. Sowohl sein Vater Werner wie seine Mutter Charlotte, geborene Nussbaum, waren gute Amateurpianisten. Sein Großvater mütterlicherseits war der aus Hammelburg stammende Dirigent Manfred Nussbaum, der 1939 in die USA geflüchtet war und nach dem der Manfred Nussbaum Memorial Music Award der Fiorello H. LaGuardia High School benannt ist.

## Ausbildung
Donald Isler begann den Klavierunterricht mit acht Jahren bei Sina Berlinski. Seine weiteren Lehrer waren die Kammermusiker Artur Balsam und Eleanor Hancock sowie die Solopianisten Bruce Hungerford, Constance Keene, Robert Goldsand, Lilian Kallir und Zenon Fishbein.
Isler hat einen Bachelor- und einen Master-Abschluss der Manhattan School of Music mit Schwerpunkt Klavier. Er besuchte u. a. Pädagogikkurse an der Diller-Quaile Music School in New York sowie das Sommerseminar für Klaviertechnik am Taubman Institute in Amherst, Massachusetts.

## Lehrtätigkeit
Isler hat an mehreren Musikschulen unterrichtet wie dem Brooklyn College Preparatory Center, der Diller-Quaile Music School in New York und dem Bennett Conservatory of Music in Westchester County. Neben seiner Arbeit mit seinen Privatschülern unterrichtet er am Hackley School Music Institute in Tarrytown und ist Mitglied der Fakultät des Summit Music Festival and Institute in Purchase, New York.
Er ist Vorstandsmitglied der Associated Music Teachers League.

## Wirken
Donald Isler gab sein Debüt 1980 in der Carnegie Recital Hall (jetzt Joan and Sanford L. Weill Recital Hall) mit Händels Chaconne G-Dur, Mozarts Klaviersonate Nr. 10 C-Dur, Beethovens Bagatellen op. 126, Bártoks Rumänischen Volkstänzen für Klavier und Chopins Klaviersonate Nr. 3 h-Moll op. 58. Er ist weiter in der Alice Tully Hall im Lincoln Center in New York, an den Dame Myra Hess Memorial Concert Series in Chicago und vielen anderen Konzertsälen der USA sowie in England aufgetreten. Seine Konzertauftritte wurden von der Kritik positiv aufgenommen, so etwa das als Hommage an Artur Schnabel aufgeführte Konzert vom 22. April 1986 mit Schnabels Werken und Klaviersonaten von Franz Schubert und Ludwig van Beethoven in der Symphony Space in New York.
Seine CDs wurden mehrfach im renommierten Radioprogramm des NYPR-Klassiksenders WQXR Reflections from the Keyboard sowie im Radioprogramm The Piano Matters von WWFM The Classical Network vorgestellt. 2017 trat er wiederholt in einem weiteren WWFM-Programm, Between the Keys, auf, wo er über seinen bei einem Verkehrsunfall umgekommenen Lehrer Bruce Hungerford interviewt wurde. Er hat am International Keyboard Institute and Festival und am Mannes College of Music Vorträge über die Musik von Artur Schnabel gehalten, das Vorwort für eine neue Ausgabe der Tanzsuite für Klavier von Schnabel geschrieben und wurde im Blog New York Pianist dazu interviewt.
Isler ist der Gründer des Labels KASP Records, das vierzehn CDs produziert hat (Stand 2021). Darunter sind seine Einspielungen von Ludwig van Beethoven, Franz Schubert, Robert Schumann und Johannes Brahms sowie weniger bekannte, aber bedeutende Werke von Louis Spohr (1784–1859) und Artur Schnabel (1882–1951) wie die Ersteinspielungen von Spohrs Klaviersonate As-Dur op. 125 und Schnabels Tanzsuite für Klavier sowie Schnabels Sieben Klavierstücke von 1947. Eine weitere CD enthält die Einspielung des bedeutenden Klavierwerks des amerikanischen Komponisten Louis Pelosi: 37 Kanons, Inventionen und Fugen, eine DVD die einzige Videoaufnahme eines Konzertes von Bruce Hungerford (mit Beethovens Klavierkonzert Nr. 4).
Isler schreibt regelmäßig Konzertkritiken, hauptsächlich im Classical Music Guide und in der New York Concert Review. Er schreibt zudem auf Facebook den Blog Isler’s Insights mit Artikeln über Musik und Musiker, das Klavier und den Klavierunterricht.

## Diskographie
- Louis Pelosi: Inventions, Canons and Fugues: Thirty-Seven Variations on a Single Motif; KASP 2004–2008
- Schubert: Klaviersonate E-Dur D 568; Schumann: Waldszenen op. 82; Brahms: Ballade d-Moll op. 10 Nr. 1 („Edward“), Intermezzo E-Dur op. 116 Nr. 6, Vier Klavierstücke op. 119; KASP 2004
- Beethoven: Sechs Bagatellen für Klavier op. 126, Klaviersonate Nr. 31 A-Dur op. 110, Klaviersonate Nr. 32 c-Moll op. 111; KASP 2001[5]
- Spohr: Klaviersonate As-Dur op. 125 (Ersteinspielung), Rondoletto G-Dur op. 149; Schubert: Klaviersonate D-Dur D 850; KASP 1998
- Beethoven: Klaviersonate Nr. 5 c-Moll op. 10 Nr. 1, Klaviersonate Nr. 30 E-Dur op. 109; Schnabel: Sieben Klavierstücke (1947), Tanzsuite für Klavier (1920–1921) (Ersteinspielung); KASP 1997[6]

## Publikationen
- Afterthoughts of a Pianist/Teacher. A Collection of Essays and Interviews. iUniverse. 2022, ISBN 978-1-6632-3430-8.[7]